# Poiana Ponor
Poiana Ponor este o depresiune închisă, împrejmuită de culmi înalte, parțial împădurite, situată în Munții Apuseni. Suprafața poienii, cu iarbă măruntă, se prelungește pe culmile înconjurătoare spre bazinele vecine. 
Faptul cel mai remarcabil în această poiană este sistemul de pierdere al apei, care se face în patul râului prin orificii strâmte, acoperite de nisip fin numite sorburi. 
Dacă există un nivel de ape scăzute există două sorburi în funcțiune.  În cazul nivelelor ridicate ale apei, determinate de ploi persistente sau de topirea zăpezii, aceste sorburi nu mai pot drena întreaga cantitate de apă care se acumulează depășind patul normal al râului.  Pe măsură ce apa crește și inundă zone de obicei uscate, intră în funcțiune noi sorburi.  Când nici acestea nu mai pot drena apa, întreaga poiană este ocupată de apele unui lac întins.  Apele suplimentare ale lacului se deversează prin partea de nord-vest a poienii peste un prag stâncos dând naștere unui torent violent de suprafață care curge spre Valea Cetăților. 
Râul care străbate poiana provine din Izbucul Ponor, situat la baza unui abrupt stâncos.  Izbucul este deosebit de spectaculos, constituindu-se dintr-un mic lac la intrare care este alimentat printr-un sifon.  Apa izbucului provine din Șesul Padiș, respectiv din pierderile prin ponoare ale Văii Trânghieștilor, Gârjoaba, și altele.  De la izbucul, părâul are un mic sector cu pat înclinat, după care cotește brusc spre dreapta și trece la un curs domol, meandrat, străbătând poiana plată, ușor înclinată, pe o distanță de circa 240 de metri, pentru a se pierde în sistemul de sorburi, de unde și denumirile de Poiana Ponor, respectiv râul Ponor. 
Deasupra sorburilor, un perete calcaros în care sunt săpate câteva grote întregește farmecul poienii.  Poiana Ponor este una din puținele polii tipice din munții noștri, îndeplinind dubla condiție de a avea atât alimentarea cu apă cât și drenajul subteran, pe canale carstice. 
Accesul în Poiana Ponor se face dinspre Padiș, coborând pe poteca marcată pe Valea Brădetului, dinspre "Grajduri" pe un drum de tractor ce străbate pantele cu lapiezuri dinspre Izvorul Rece peste culmea golașă sau dinspre Cetățile Ponorului traversând o culme împădurită și mlăștinoasă. 
Meandrele pe care râul le face au dat naștere unor terase plate, pe care turiștii obișnuiau să-și pună corturile.  Acum poiana este declarată rezervație naturală, camparea fiind interzisă.  Din păcate pășunatul persistă cu intensitate, riscând să compromită și acest loc unic în peisajul carstic românesc. 